# Louisen-Mausoleum

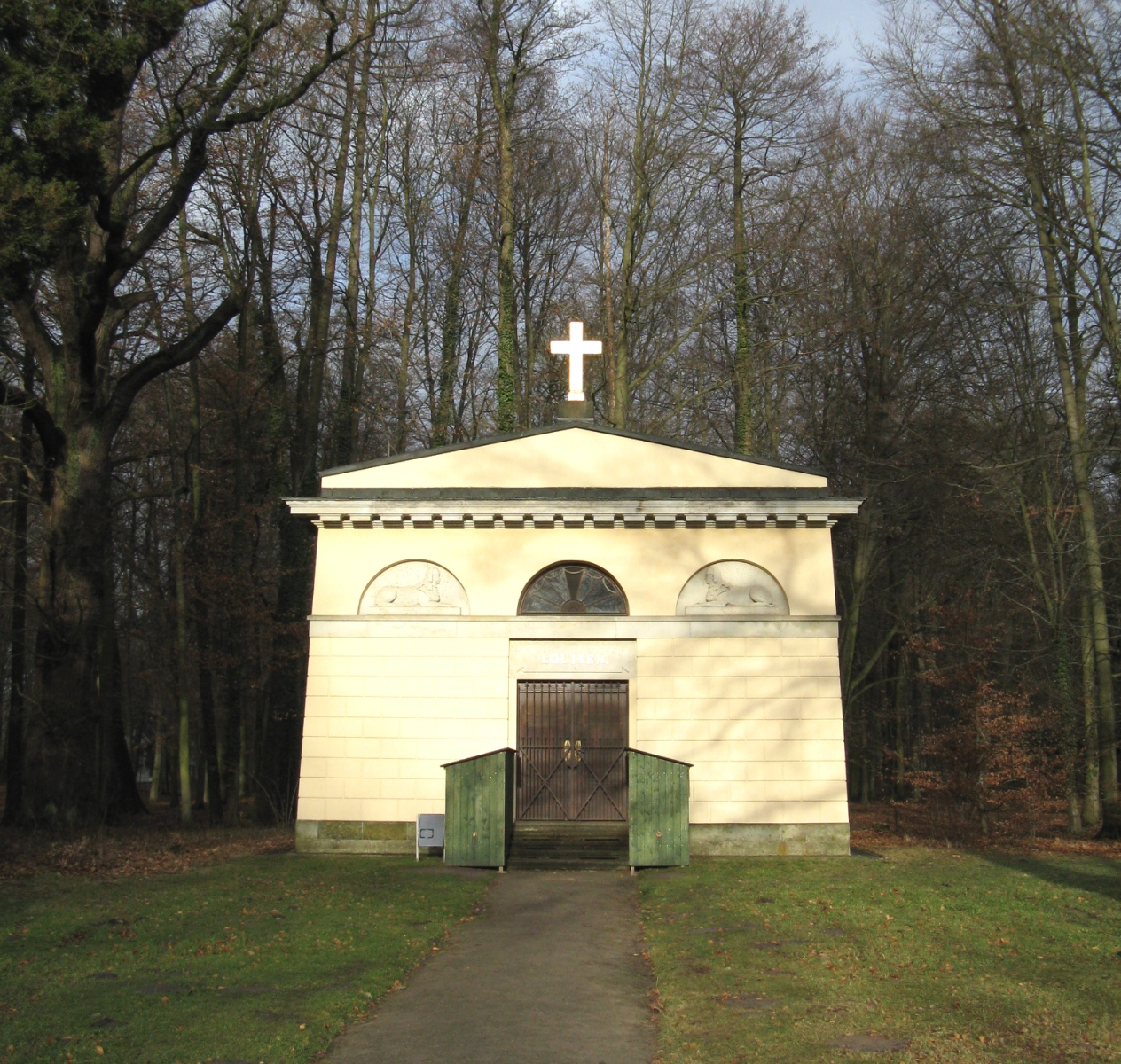
Louisen-Mausoleum (2008)

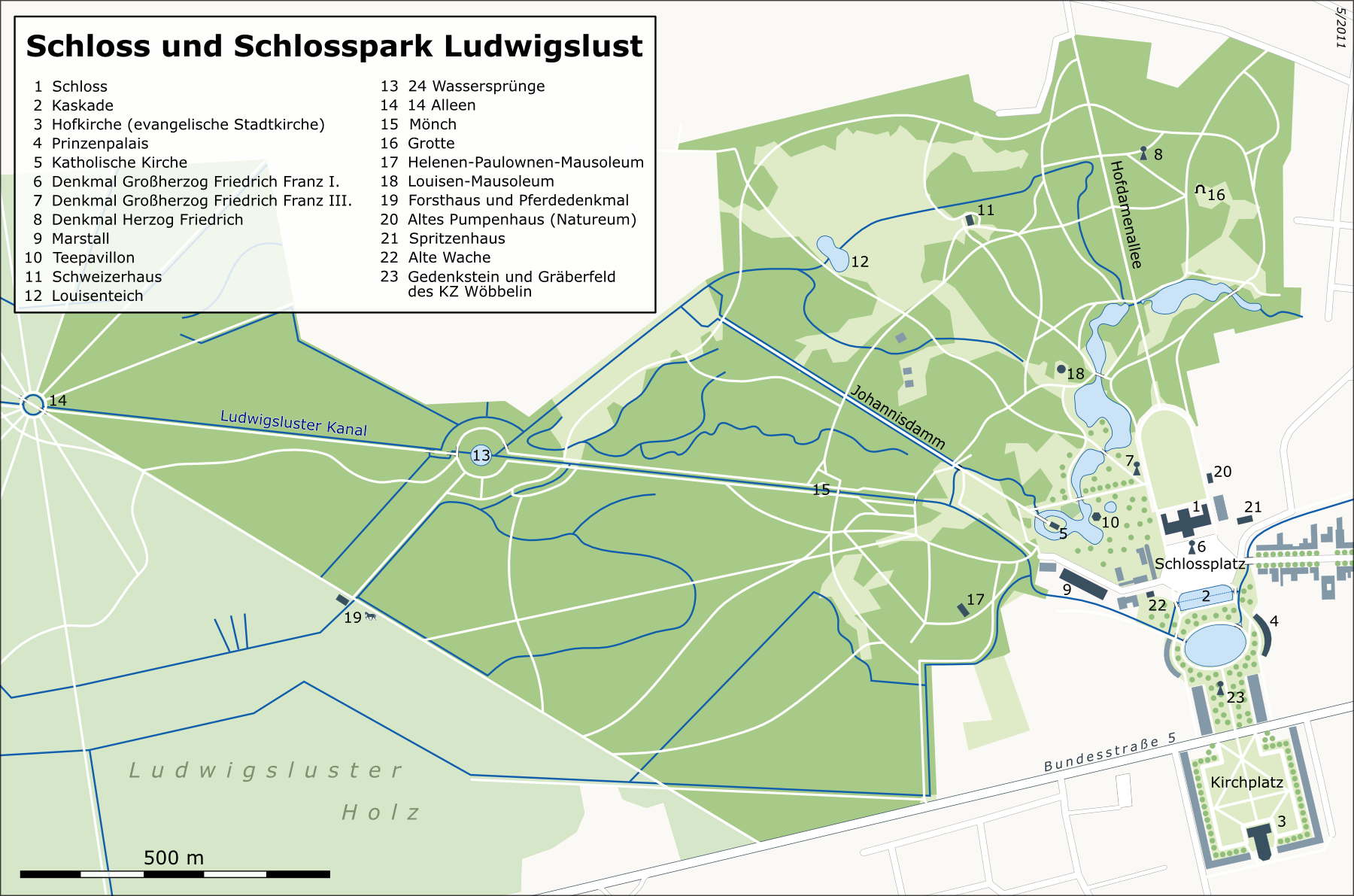
Lage des Mausoleums (18) im Schlosspark

Das Louisen-Mausoleum ist ein denkmalgeschütztes Mausoleum im Schlosspark von Schloss Ludwigslust. Errichtet für die 1808 verstorbene Herzogin Luise, diente es in der Folge weiteren Angehörigen des großherzoglichen Hauses von Mecklenburg-Schwerin als Grablege.

## Bau
Luise war die Frau von Herzog Friedrich Franz I. Nach ihrem Tod am 1. Januar 1808 ließ Friedrich Franz I. ihr 1809/1810 ein neoklassizistisches Mausoleum errichten. Der im Vergleich zum Helenen-Paulownen-Mausoleum einfachere Bau als sparsam gegliederter Kubus mit den Lünettenfenstern hat die Grundform eines Rechtecks. Fünf Stufen, auf denen zwei Löwen aus Sandstein ruhen, führen zur Eingangstür. Im Giebelfeld sind zwei ägyptische Sphinxe in Hochrelief angebracht. Der Eingang wird durch eine eiserne Gittertür verschlossen. Im Architrav steht in vergoldeten Buchstaben die Widmungsinschrift LOUISEN. Auf dem Giebel erhebt sich ein vergoldetes lateinisches Kreuz.
Johann Georg Barcas erster Auftrag vom Landesherrn Friedrich Franz I. war 1808 der Entwurf des Mausoleums für seine verstorbene Gemahlin Louise im Schlosspark.
1808 zum Hofbaumeister ernannt, wurde er 1810 Landbaumeister für den Distrikt der herzoglichen Residenz Ludwigslust.
1861 wurde der Bau umgestaltet und erhielt die Löwen und das Giebelkreuz. Eine weitere Erneuerung erfolgte gegen Ende des 19. Jahrhunderts. Seit dem Jahr 2000 finden umfangreiche Restaurierungen statt.

## Bestattete
Im Louisen-Mausoleum sind in chronologischer Reihenfolge ihres Todes beigesetzt:
1. Großherzogin Luise († 1808)
2. Adolf Friedrich, Herzog zu Mecklenburg († 1821), Sohn von Großherzog Friedrich Franz I. und Großherzogin Luise; seit 1899, vorher in einer Grabkapelle in St. Helena und Andreas (Ludwigslust)
3. Karl August Christian zu Mecklenburg († 1833), Sohn von Großherzog Friedrich Franz I. und Großherzogin Luise
4. Gustav (Wilhelm), Herzog zu Mecklenburg († 1851), Sohn von Großherzog Friedrich Franz I. und Großherzogin Luise
5. Marie Luise, Herzogin zu Mecklenburg († 1887), Tochter von Herzog Paul Friedrich zu Mecklenburg und Herzogin Marie
6. Josef, Herzog zu Mecklenburg († 1889), Sohn von Herzog Paul Friedrich und Herzogin Marie
7. Paul Friedrich, Herzog zu Mecklenburg († 1904), Sohn von Herzog Paul Friedrich und Herzogin Marie
8. Paul Friedrich, Herzog zu Mecklenburg († 1923)
9. Marie, Herzogin zu Mecklenburg († 1929)